# ドコサテトラエン酸
ドコサテトラエン酸とは、炭素数22個で不飽和結合が4つあるω-6脂肪酸のひとつ。すべての不飽和結合がZ型(cis型)の異性体をアドレン酸と呼ぶ。

必須脂肪酸の代謝経路とエイコサノイドの形成